# 里夫基
50°28′25″N 26°52′43″E / 50.47361°N 26.87861°E
里夫基（烏克蘭語：Рівки），是烏克蘭西部的村莊，隸屬赫梅利尼茨基州的舍佩蒂夫卡區。該村處於尼爾卡河畔，始建於1620年，面積1.82平方公里，海拔高度221米，2001年人口571。